# El rei borni
El rei borni és una pel·lícula de comèdia negra catalana estrenada el 20 de maig de 2016 escrita i dirigida per Marc Crehuet. Està basada en l'obra de teatre homònima, El rey tuerto, del mateix guionista i director. La pel·lícula és protagonitzada per Miki Esparbé, Alain Hernández, Ruth Llopis i Betsy Túrnez. L'obra de teatre es va estrenar a Barcelona, sota el mateix nom i amb els mateixos actors el 2013. La pel·lícula fou nominada a la novena edició dels Premis Gaudí en nou categories diferents, incloent-hi la de millor pel·lícula en llengua catalana, millor director, millor guió, dues a millor actor i dues a millor director.

## Argument
Lídia (Betsy Túrnez) i Sandra (Ruth Llopis) són dues amigues que fa molt de temps que no es veuen i decideixen muntar un sopar a casa amb les seves respectives parelles. Però ells dos, Nacho (Miki Esparbé) i David (Alain Hernández), tenen un passat en comú que farà de la vetllada una nit d'allò més incòmoda per a tots.

## Crítica
- "És una cosa completament diferent: alhora enganxat a l'immediat, però amb el poder del perdurable. I universal (...) No s'assembla a cap altra recent comèdia espanyola: crea -i ocupa- la seva pròpia categoria."[4]
- "Aconsegueix el miracle de mantenir la nostra atenció a tota hora. Responsables d'això són els actors, els quatre principals, perfectament greixats. Però sobretot la inspiració de partida (...) Sun: ★★★ (sobre 5)"[5]

## Repartiment
- Miki Esparbé - Nacho.
- Alain Hernández - David.
- Ruth Llopis - Sandra.
- Betsy Túrnez - Lídia.
- Xesc Cabot - ministre d'Agricultura.

## Premis i nominacions

### Premis
- IX Edició del Festival Internacional de Cinema en Català
  - Millor llargmetratge.

### Nominacions
- IX Edició dels Premis Gaudí
  - Gaudí a la millor pel·lícula.
  - Gaudí a la millor direcció.
  - Gaudí al millor guió.
  - Gaudí a la millor protagonista femenina (Ruth Llopis)
  - Gaudí a la millor protagonista femenina (Betsy Túrnez)
  - Gaudí al millor protagonista masculí (Alain Hernández)
  - Gaudí al millor protagonista masculí (Miki Esparbé)
  - Gaudí a la millor direcció artística.